# یواس‌اس آمریکن (۱۸۶۱)
یواس‌اس آمریکن (۱۸۶۱) (به انگلیسی: USS American (1861)) یک کشتی بود.